# 胡俸
胡俸（1494年—？），字君錫，號竹橋，廣西儀衛司□籍，浙江慶元縣人，明朝政治人物。

## 生平
廣西鄉試第四十三名舉人。嘉靖八年（1529年）中式己丑科會試第五十五名，登第三甲第五十八名進士。歷官知縣、滁州、靖州知州，致仕。

## 家族
曾祖胡伯亮；祖父胡鑑；父胡仲琚，母徐氏。慈侍下。兄胡亿（教谕）。弟胡儒（贡士）、胡僑（贡士）。